# 林如堉
林如堉（1924年2月15日—1950年12月16日），台北州海山郡板橋街人，台北二中畢業，曾任泰北中學教師，1947年與李登輝等創立新民主同志會擔任中央委員，由於同學吳克泰及二中學弟陳炳基都已加入共產黨，1948年「新民主同志會」也改名為「台灣人民解放同盟」成為中共地下組織，林如堉領導，由中國共產黨台灣省工作委員會學工委徐懋德擔任上級指導，後因特務滲透進組織，組織遭破獲瓦解，林如堉於偷渡香港前遭逮捕判刑三年半有期徒刑，1950年11月29日竟因涉及吳朝麒等之台北監獄內亂案遭判死刑，1950年12月16日執行槍決。

## 生平

### 投身抗日熱血青年
林如堉，1924年生於台北州海山郡板橋街，出身仕紳之家，父親林平州係板橋仕紳海山汽車株式會社董事，皇民奉公會板橋分會委員，家境富裕。林如堉海山小學校畢業後考入台北二中，與李蒼降、雷燦南同期。1938年由於當時二中學長林水旺等籌組「中國急進青年黨」思漢反日事件遭逮捕判刑，台北二中學生皆受其鼓舞，萌生前往中國抗日的志向。1942年畢業後，父親安排前往東京報考第一高等學校落榜，進入早稻田大學預備科，1943年林如堉考取日本培養中國工作幹部為主的上海東亞同文書院準備前往中國，但1943年9月，總督府開始實施對台灣人徵兵制度，同時取消緩徵入學的資格，林如堉決定立即動身前往中國投入抗日活動。

### 返台與左傾
林如堉搭船前往中國舟山但始終找不到加入國軍的方法，1945年輾轉到福州加入了軍隊，並擔任海軍翻譯的工作，但是沒多久戰爭結束即返回台灣。，返台後林如堉曾在角板山做山地行政工作，1947年二二八事件後辭去角板山工作，到泰北中學任教職，並與當時台大法學院學生陳炳基、台大化工系當助教李薰山、同學李蒼降及當時台大農經系大四生李登輝成立新民主同志會
，1948年2月後組織逐漸成為中共地下組織，改名為「台灣人民解放同盟」，林如堉領導，由省工委學委會徐懋德擔任上級指導。

### 被捕與遇難
「台灣人民解放同盟」後遭特務滲透進組織，徐懋德接獲情資表示情治單位將收網抓人，即命林如堉、陳炳基、李薰山偷渡香港，當時林如堉與李薰山返家準備遭逮捕，陳炳基則躲藏在樂生院逃過一劫順利潛逃。由於加入叛亂組織因案而遭判決三年半徒刑。然而，林如堉後來卻因涉及吳朝麒等之台北監獄內亂案，在執行期中，組織「工作同志聯絡會」，繼續宣傳「馬列主義」，吸收李梓鼎加入，1950年11月29日遭判處死刑，1950年12月16日槍決於馬場町刑場。

### 平反
2018年12月7日，促進轉型正義委員會促轉三字第1075300145A號函文，公告受難者黃藻儒君等1505人應予平復司法不法之刑事有罪判決暨其刑，其中(39)安潔字第2598號，有關林如堉意圖以非法之方法顛
覆政府而著手實行之有罪判決暨其刑及沒收之宣告正式撤銷。